# Konstancije II.
Konstancije II. (lat. Flavius Julius Constantius) (Sirmium, danas Srijemska Mitrovica, 7. kolovoza 317. – Mopsucrenae, Kilikija, 3. studenog 361.),  rimski car na Istoku od 337. godine, a samovladar cijelog Rimskog Carstva od 353. godine do svoje smrti. Bio je sin cara Konstantina I. Velikog (306. – 337.) iz Konstantinove dinastije.

## Životopis
Rodio se u Panoniji kao treći sin Konstantina Velikog. Od 324. godine imenovan je cezarom, a od 337. godine postao je suvladar sa svojom braćom Konstantinom II. i Konstansom te je upravljao istočnim provincijama Carstva. Nakon njihove smrti i poraza uzurpatora Magancija, postao je 353. godine samovladar čitavog Carstva.
Bezuspješno je ratovao protiv Perzijanaca. Godine 360., u tijeku rimsko-perzijskog rata, izbio je ustanak Konstancijevog rođaka i cezara Julijana Apostate pa je Konstancije bio prisiljen sklopiti mir s perzijskim kraljem Šapurom i krenuti na Zapad kako bi se obračunao s protivnikom, ali putem je umro.